# Бойл (Альберта)
Бойл (англ. Boyle) — село в Канаді, у провінції Альберта, у складі муніципального району Атабаска.

## Населення
За даними перепису 2016 року, село нараховувало 845 осіб, показавши скорочення на 7,8%, порівняно з 2011-м роком. Середня густина населення становила 118,5 осіб/км².
З офіційних мов обидвома одночасно володіли 35 жителів, тільки англійською — 800, а 5 — жодною з них. Усього 105 осіб вважали рідною мовою не одну з офіційних, з них 15 — одну з корінних мов, а 20 — українську.
Працездатне населення становило 390 осіб (57,8% усього населення), рівень безробіття — 9% (11,4% серед чоловіків та 8,8% серед жінок). 88,5% осіб були найманими працівниками, а 11,5% — самозайнятими.
Середній дохід на особу становив $48 107 (медіана $33 344), при цьому для чоловіків — $68 487, а для жінок $30 385 (медіани — $47 616 та $24 032 відповідно).
30,9% мешканців мали закінчену шкільну освіту, не мали закінченої шкільної освіти — 29,4%, 39,7% мали післяшкільну освіту, з яких 20,4% мали диплом бакалавра, або вищий.
| Статево-вікова структура населення | Статево-вікова структура населення | Статево-вікова структура населення | Статево-вікова структура населення | Статево-вікова структура населення |
| ---------------------------------- | ---------------------------------- | ---------------------------------- | ---------------------------------- | ---------------------------------- |
|                                    |                                    |                                    |                                    |                                    |
| Всього                             | Всього                             | 48,8%51,2%                         |                                    |                                    |
| 0 — 14 років                       | 0 — 14 років                       |                                    | 14,8%                              | 14,8%                              |
| 15 — 64 років                      | 15 — 64 років                      |                                    | 65,1%                              | 65,1%                              |
| 65 і більше                        | 65 і більше                        |                                    | 20,1%                              | 20,1%                              |
| 85 і більше                        | 85 і більше                        |                                    | 3,6%                               | 3,6%                               |
| Середній вік (років)               | Середній вік (років)               | 39,547,1                           | 43,4                               | 43,4                               |
| Медіана (років)                    | Медіана (років)                    | 40,248,4                           | 46,0                               | 46,0                               |
| — чоловіки — жінки                 |                                    |                                    |                                    |                                    |

| Походження мешканців:     | Походження мешканців:     | Походження мешканців: | Походження мешканців: | Походження мешканців: |
| ------------------------- | ------------------------- | --------------------- | --------------------- | --------------------- |
| Походження                |                           |                       | осіб                  | %                     |
| Корінні американці        | Корінні американці        |                       | 145                   | 17.16%                |
| Інше північноамериканське | Інше північноамериканське |                       | 210                   | 24.85%                |
| Європейське               | Європейське               |                       | 565                   | 66.86%                |
| британське                | британське                |                       | 340                   | 40.24%                |
| французьке                | французьке                |                       | 115                   | 13.61%                |
| українське                | українське                |                       | 130                   | 15.38%                |
| Африканське               | Африканське               |                       | 10                    | 1.18%                 |
| Азійське                  | Азійське                  |                       | 65                    | 7.69%                 |

| Зайнятість населення за галузями (за класифікацією NOC): | Зайнятість населення за галузями (за класифікацією NOC): | Зайнятість населення за галузями (за класифікацією NOC): | Зайнятість населення за галузями (за класифікацією NOC): | Зайнятість населення за галузями (за класифікацією NOC): |
| -------------------------------------------------------- | -------------------------------------------------------- | -------------------------------------------------------- | -------------------------------------------------------- | -------------------------------------------------------- |
|                                                          |                                                          |                                                          |                                                          |                                                          |
| Управління                                               | Управління                                               |                                                          | 10,3%                                                    | 10,3%                                                    |
| Бізнес, фінанси та адміністрування                       | Бізнес, фінанси та адміністрування                       |                                                          | 12,8%                                                    | 12,8%                                                    |
| Природничі та прикладні науки                            | Природничі та прикладні науки                            |                                                          | 3,8%                                                     | 3,8%                                                     |
| Охорона здоров'я                                         | Охорона здоров'я                                         |                                                          | 5,1%                                                     | 5,1%                                                     |
| Освіта, правозахист, муніципальні та урядові служби      | Освіта, правозахист, муніципальні та урядові служби      |                                                          | 6,4%                                                     | 6,4%                                                     |
| Роздрібна торгівля та послуги                            | Роздрібна торгівля та послуги                            |                                                          | 25,6%                                                    | 25,6%                                                    |
| Гуртова торгівля, транспорт та обладнання                | Гуртова торгівля, транспорт та обладнання                |                                                          | 28,2%                                                    | 28,2%                                                    |
| Природні ресурси, сільське господарство                  | Природні ресурси, сільське господарство                  |                                                          | 2,6%                                                     | 2,6%                                                     |
| Виробництво                                              | Виробництво                                              |                                                          | 6,4%                                                     | 6,4%                                                     |

## Клімат
Середня річна температура становить 1,4°C, середня максимальна – 20,7°C, а середня мінімальна – -22,9°C. Середня річна кількість опадів – 485 мм.
| Клімат поселення                              | Клімат поселення | Клімат поселення | Клімат поселення | Клімат поселення | Клімат поселення | Клімат поселення | Клімат поселення | Клімат поселення | Клімат поселення | Клімат поселення | Клімат поселення | Клімат поселення | Клімат поселення |
| Показник                                      | Січ.             | Лют.             | Бер.             | Квіт.            | Трав.            | Черв.            | Лип.             | Серп.            | Вер.             | Жовт.            | Лист.            | Груд.            |                  |
| Середній максимум, °C                         | −9,38            | −4,97            | 0,60             | 10,02            | 16,68            | 20,68            | 20,35            | 19,51            | 14,16            | 8,48             | −1,97            | −9,19            |                  |
| Середня температура, °C                       | −16,16           | −11,75           | −6,2             | 3,23             | 9,89             | 13,89            | 15,84            | 15,00            | 9,64             | 3,97             | −6,48            | −13,72           |                  |
| Середній мінімум, °C                          | −22,94           | −18,54           | −12,99           | −3,56            | 3,11             | 7,11             | 11,32            | 10,48            | 5,12             | −0,56            | −11              | −18,22           |                  |
| Норма опадів, мм                              | 23               | 17               | 21               | 24               | 45               | 90               | 96               | 63               | 42               | 21               | 22               | 21               |                  |
| Середньомісячна швидкість вітру, м/с          | 3.10             | 3.10             | 3.30             | 3.60             | 3.62             | 3.21             | 3.09             | 3.00             | 3.10             | 3.48             | 3.30             | 3.30             |                  |
| Середньомісячна сонячна радіація, кДж/м²·день | 3098             | 6551             | 12042            | 17254            | 20618            | 21901            | 21910            | 18051            | 12137            | 7030             | 3398             | 2195             |                  |
| --------------------------------------------- | ---------------- | ---------------- | ---------------- | ---------------- | ---------------- | ---------------- | ---------------- | ---------------- | ---------------- | ---------------- | ---------------- | ---------------- | ---------------- |
| Джерело:                                      |                  |                  |                  |                  |                  |                  |                  |                  |                  |                  |                  |                  |                  |